# Cratone Amazzonico

Posizione approssimata dei cratoni del Mesoproterozoico (con un'età superiore a 1,3 miliardi di anni) nel Sud America e in Africa.

Il cratone Amazzonico è una provincia geologica situata nel Sud America che occupa una vasta porzione della parte centrale, settentrionale e orientale del continente. Lo scudo della Guiana e lo scudo del Brasile centrale (o scudo del Guaporé) costituiscono rispettivamente la porzione settentrionale e meridionale geologicamente esumata del cratone.
Tra i due scudi è posizionato il bacino sedimentario amazzonico, una zona di debolezza all'interno del cratone. Cratoni più piccoli costituiti da rocce del Precambriano sono il cratone del Río de la Plata e il cratone del São Francisco, che si trovano a est.
Il cratone del Río Apa, sul confine tra Paraguay e Brasile, è considerato essere probabilmente solo la parte meridionale del cratone Amazzonico. Le rocce del
Río Apa furono deformate durante l'orogenesi Sunsás.
Alcuni autori ritengono che l'orogenesi sveco-norvegese avvenuta in Fennoscandia tra il tardo Mesoproterozoico e l'inizio del Neoproterozoico, potrebbe essere stata causata da una collisione continentale tra l'Amazzonia e la Baltica. Rimane aperta la questione se il terrane di Telemarkia in Norvegia sia derivato dal cratone Amazzonico, ma questa possibilità non implica necessariamente che ci sia stata una collisione continentale.